# بنجامين ستارك
بنجامين ستارك (بالإنجليزية: Benjamin Stark)‏ هو محامي وسياسي أمريكي، ولد في 26 يونيو 1820 في نيو أورلينز في الولايات المتحدة، وتوفي في 10 أكتوبر 1898 في نيو لندن في الولايات المتحدة. حزبياً، نشط في الحزب الديمقراطي. وقد انتخب عضو مجلس نواب أوريغون وانتخب عضو مجلس نواب كونيتيكت وانتخب عضو مجلس الشيوخ الأمريكي.